# Schnyder (Familienname)
Schnyder [ʃniːdər] ist ein deutscher Familienname.

## Herkunft und Bedeutung
Schnyder ist eine alemannische Variante des deutschen Familiennamens Schneider. Er tritt vor allem in der Schweiz auf.

## Varianten
- Schnider

## Namensträger
- Albert Schnyder (1898–1989), Schweizer Maler und Grafiker
- Anton Schnyder (Politiker) (1804–1884), Schweizer Politiker und Jurist
- Anton Schnyder (Fussballspieler) (* 1936), Schweizer Fußballspieler
- Anton K. Schnyder (* 1952), Schweizer Rechtswissenschaftler
- Arlette Schnyder (* 1968), Schweizer Historikerin
- Arnold Schnyder (1890–1953), Schweizer Pflanzenbauwissenschaftler
- Bernhard Schnyder (1930–2012), Schweizer Rechtswissenschaftler
- Bertha Schnyder (1887–1968), Gründerin und erste Vorsteherin der Bäuerinnenschule Uttewil (von 1929 bis 1957)
- Daniel Schnyder (Musiker) (* 1961), Schweizer Jazz-Musiker und Komponist
- Daniel Schnyder (Eishockeyspieler) (* 1985), Schweizer Eishockeyspieler
- Emil Kuhn-Schnyder (1905–1994), Schweizer Paläontologe
- Ernst Schnyder (1869–1943), Schweizer Seifenfabrikant
- Fabian Schnyder (* 1985), Schweizer Eishockeyspieler
- Felix Schnyder (1910–1992), Schweizer Jurist und Diplomat
- Franz Schnyder (1910–1993), Schweizer Filmregisseur
- Franz Ludwig Schnyder von Wartensee (1747–1815), Schweizer Politiker
- Franz Xaver Schnyder von Wartensee (1786–1868), Schweizer Komponist und Musikautor
- Friedrich Schnyder (1917–2003), Schweizer Diplomat und Botschafter
- Hans Schnyder (Chemiker) (1902–1969), Schweizer Chemiker und Seifenfabrikant
- Hans Schnyder (Anglist) (* 1925), Schweizer Anglist
- Hans Schnyder (Agrarwissenschaftler) (* 1954), Schweizer Agrarwissenschaftler und Hochschullehrer
- Hans Schnyder (Politiker) (* 1955/1956), Schweizer Unternehmer und Politiker (SVP), Mitglied des Glarner Landrates
- Hans Schnyder von Wartensee (1895–1987), Schweizer Jurist
- Heinrich Schnyder (Mediziner) (1828–1900), Schweizer Militärarzt
- Heinrich Schnyder (Politiker, 1897) (1897–1974), Schweizer Agrarwissenschaftler und Politiker (LdU)
- Heinrich Schnyder (Politiker, 1927) (1927–2014), Schweizer Landwirt, Verbandsfunktionär und Politiker (SVP)
- Jean-Frédéric Schnyder (* 1945), Schweizer Künstler
- Josef Schnyder (1923–2017), Schweizer Skisportler
- Jost Schnyder von Wartensee (Politiker) (1752–1824), Schweizer Offizier und Politiker
- Jost Schnyder von Wartensee (Maler) (1822–1894), Schweizer Maler
- Jost Meyer-Schnyder (Jost Meyer-Schnyder von Wartensee; 1866–1950), Schweizer Museumskonservator
- Karl Schnyder (1931–2016), Schweizer Politiker (SP, DSP)
- Louis Schnyder (1868–1927), Schweizer Mediziner
- Marijke Schnyder (* 1956), Schweizer Sprachwissenschaftlerin und Schriftstellerin
- Markus Schnyder (* 1988), Schweizer Politiker (SVP)
- Monika Schnyder (* 1945), Schweizer Journalistin und Lyrikerin
- Nicolas Schnyder (* 1987), Schweizer Radrennfahrer
- Nicole Schnyder-Benoit (* 1973), Schweizer Beachvolleyballspielerin
- Oliver Schnyder (* 1973), Schweizer Pianist
- Othmar Schnyder (Tiermediziner) (1873–1952), Schweizer Tiermediziner und Hochschullehrer
- Othmar Schnyder (Ingenieur) (1904–1974), Schweizer Ingenieur
- Otto Schnyder (1886–1962), Schweizer Musiklehrer und Komponist
- Patty Schnyder (* 1978), Schweizer Tennisspielerin
- Peter Schnyder (Verleger) (* 1943), Schweizer Verleger und Herausgeber, siehe AS Verlag #Geschichte
- Peter Schnyder (Literaturwissenschaftler, 1946) (* 1946), Schweizer Literaturwissenschaftler und Herausgeber
- Peter Schnyder (Literaturwissenschaftler, 1967) (* 1967), Schweizer Literaturwissenschaftler
- Philippe Schnyder (* 1978), Schweizer Radrennfahrer
- Rebecca C. Schnyder (* 1986), Schweizer Schriftstellerin
- Rolf Schnyder (1935–2011), Schweizer Unternehmer
- Rudolf Schnyder (Sportschütze) (1919–2000), Schweizer Sportschütze
- Rudolf Schnyder (Kunsthistoriker) (1931–2015), Schweizer Kunsthistoriker und Konservator
- Sepp Schnyder (* 1923), Schweizer Skisportler, siehe Josef Schnyder
- Sepp Schnyder (Extremsportler) (* 1956), Schweizer Extremsportler und Sportveranstalter
- Salome Moana Schnyder (* 1994), Schweizer Sängerin und Komponistin
- Urs Schnyder (Schiedsrichter) (* 1986), Schweizer Fußballschiedsrichter
- Urs Walter Schnyder (1923–2012), Schweizer Dermatologe
- Walter Schneider-Schnyder (1878–1942), Schweizer Landwirtschaftslehrer und Verbandsfunktionär
- Werner Schnyder (1899–1974), Schweizer Archivar
- Wilhelm Schnyder, Schweizer Politiker, Staatsrat Wallis
- Willy Schnyder (* 1958), Schweizer Komponist und Pianist